# Qian Hong
Qian Hong (chinesisch 钱红, Pinyin Qián Hóng; * 30. Januar 1971 in Baoding, Hebei) ist eine ehemalige Schwimmerin aus der Volksrepublik China.
Bei den Olympischen Spielen 1988 in Seoul gewann sie die Bronzemedaille über 100 Meter Schmetterling. Vier Jahre später, bei den Olympischen Sommerspielen 1992 in Barcelona wurde sie über die gleiche Strecke Olympiasiegerin.
Bereits ein Jahr zuvor, bei den Schwimmweltmeisterschaften 1991 in Perth wurde sie ebenfalls über 100 Meter Schmetterling Weltmeisterin.